# Tennistavolo Castel Goffredo

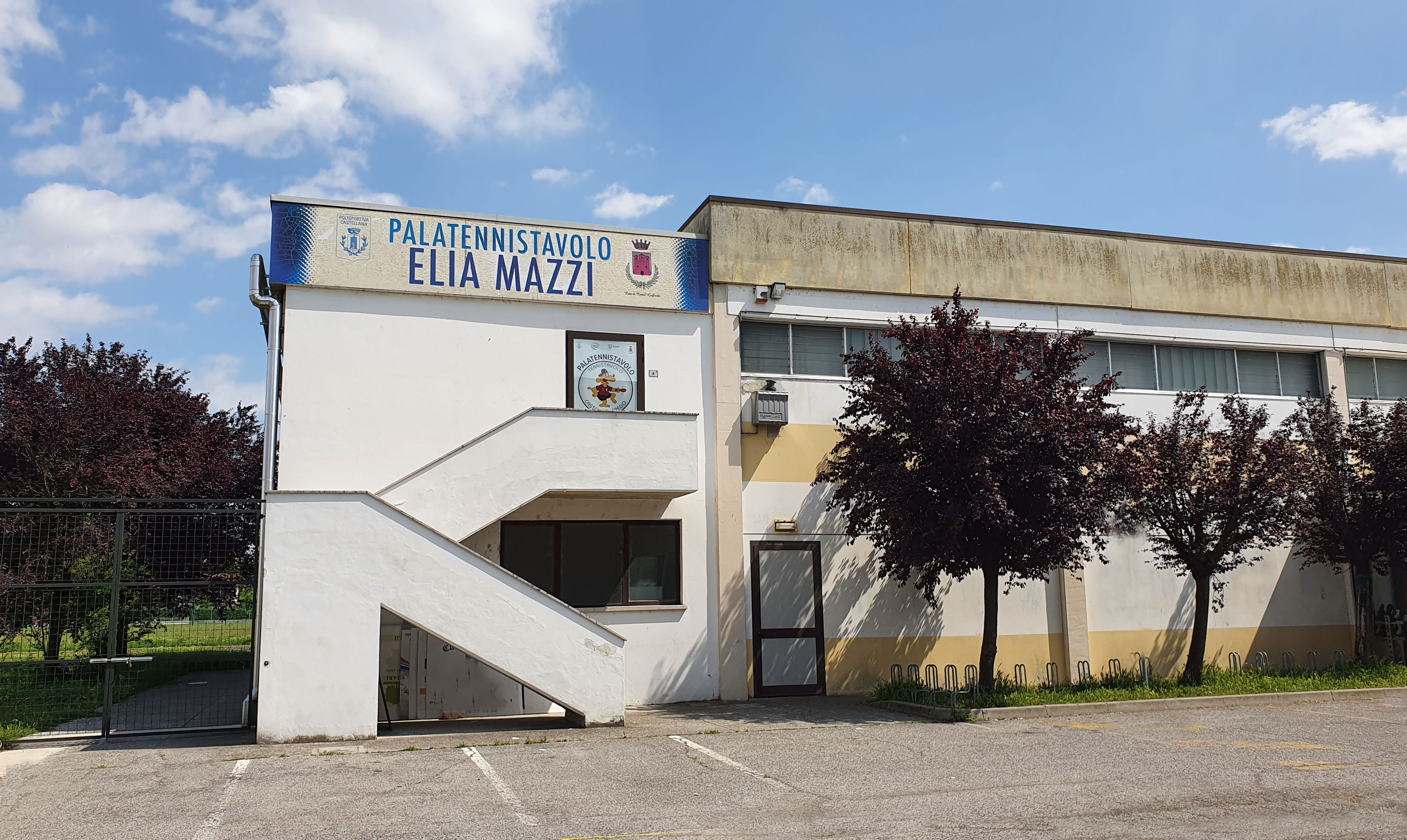
Castel Goffredo, Palatennistavolo Elia Mazzi.

Le TT Castel Goffredo ou Brunetti Castel Goffredo, anciennement Sterilgarda TT Castel Goffredo est un club italien de tennis de table situé à Castel Goffredo. Créé en 1977, le club est surtout connu pour son équipe féminine, 13 fois championne d'Italie et double vainqueur de la Ligue des champions. Le club est en passe de devenir le premier club professionnel d'Italie. Elia Mazzi, président durant de nombreuses années et dont la mort soudaine a été un coup douloureux pour tous les intervenants, avait grandement contribué au succès du club. En ce moment, le club est dirigé par son fils Mattia Mazzi qui a commencé à élaborer une stratégie de succès avec sa mère Rita Simonini.

## Effectif 2009-2010
- Daniela Dodean
- Nicoletta Stefanova
- Xiao Xin Yang
- Tatiana Steshenko
- Alessia Arisi

## Palmarès

### Équipe féminine
- Vainqueur des deux premières éditions de la Ligue des champions en 2006 et 2007
- Championnes d'Italie de 1996 à 2000, de 2002 à 2008, 2010
- Finaliste de la Coupe d'Europe des Clubs Champions en 2003

### Équipe masculine
- Champions d'Italie en 2002, 2003, 2009 et 2010
- Demi-finaliste de la Ligue des Champions en 2010